# Xavier Torres i Sans
Xavier Torres Sans (Barcelona, 1955) és catedràtic d'Història moderna a la Universitat de Girona. Ha publicat diversos estudis sobre el bandolerisme català del barroc: Els bandolers (s. XVI-XVII) (1991), Nyerros i cadells: bàndols i bandolerisme a la Catalunya moderna (1590-1640) (1993) i el catàleg de l'exposició Torna, torna, Serrallonga (1994). És autor, a més, d'altres treballs de temàtica diversa com ara dels orígens de la masoveria, l'evolució de la draperia i la manufactura tèxtil, i el patriotisme en la Catalunya dels Àustria (s. XVI-XVII). Ha col·laborat en diferents obres d'història catalana: Diccionari d'història de Catalunya (1992) i Història, política, societat i cultura dels Països Catalans, vol. IV (1997), i en revistes com ara Recerques', Historia Social i L'Avenç. Ha editat, juntament amb James Amelang, un fragment del dietari siscentista de Miquel Parets, Dietari d'un any de pesta. Barcelona, 1651 (1989), i ha publicat un estudi titulat: Els llibres de família de pagès. Memòries de pagès, memòries de mas (s. XVI-XVIII) (2000).